# Hiromi Kawakami
Hiromi Kawakami (en japonés: 川上 弘美, Kawakami Hiromi) (Tokio, Japón, 1 de abril de 1958) es una de las escritoras más populares de Japón. 
Estudió Ciencias naturales en la Universidad de Ochanomizu y fue profesora de Biología hasta que en 1994 escribió su primer cuento (Kamisama). Sus libros han recibido los más importantes premios literarios, que la han posicionado como una de las escritoras japonesas más leídas. En 1996 obtuvo el Premio Akutagawa por Hebi wo fumu. En 2000 obtuvo el Premio Ito Sei y el Woman Writer's por Oboreru. En 2001 ganó el Premio Tanizaki por la novela El cielo es azul, la tierra blanca, adaptada posteriormente al cine con gran éxito. También se ha traducido al castellano Algo que brilla como el mar, Abandonarse a la pasión, El señor Nakano y las mujeres, Manazuru, Vidas frágiles, noches oscuras, De pronto oigo la voz del agua, entre otros. 

## Biografía
Nacida en Tokio, se graduó en el Ochanomizu Women's College en 1980. Debutó como "Yamada Hiromi" en el NW-SF No. 16, editado por Yamano Koichi y Yamada Kazuko, en 1980 con la historia So-shimoku ("Diptera" ), Y también ayudó a editar algunas ediciones tempranas de NW-SF en los años 1970. Se reinventó como escritora y escribió su primer libro, una colección de cuentos titulada Dios (Kamisama), publicada en 1994. Su novela de 2001 Sensei no kaban (The Briefcase/Strange Weather in Tokyo) es una historia de amor entre una mujer de 30 años y un hombre de 70 años. También es conocida como crítica literaria y ensayista provocadora. Actualmente, forma parte del jurado del premio literario Akutagawa junto con otras escritoras de renombre como Ogawa Yoko y Yamada Eimi. Además de novelas, relatos, y ensayos, ha publicado diarios acerca de su vida en Tokio, y forma parte del círculo de haiku "Tsunenobufu".

## Estilo y temática
Kawakami suele citar al escritor Uchida Hyakken (1889-1971) como influencia literaria, coincidiendo el estilo de ambos en una mezcla de fantasía y realidad. Otra obra que la marcó fue "Cien años de soledad" del escritor colombiano Gabriel García Márquez. En una colección de ensayos acerca de sus libros favoritos, cita a una gran variedad de escritores contemporáneos japoneses, como Haruki Murakami, Yasutaka Tsutsui, Yumiko Kurahashi, Yoko Ogawa, o Seiko Tanabe. Al mismo tiempo, Kawakami fue citada por la escritora Sayaka Murata como una influencia destacando su trilogía "Shichiyoru Monogatari" (Historia de las siete noches). 
En sus primeras obras se puede observar la dominación del realismo mágico, entrando a partir de "Sensei no Kaban", en un tratamiento del amor que pasa por la soledad y la pérdida de identidad. Recientemente su temática se ha ido diversificando. Por ejemplo, en "Ookina tori ni sarawarenai yo" (No te dejes secuestrar por el gran pájaro, 2016), trata de forma distópica la transformación de los genes humanos, mientras que en su última novela "Sandome no koi" (El tercer amor, 2020), se pueden observar referencias a la obra clásica "Cuentos de Ise" a través de una historia de amor que va más allá del tiempo. No obstante, a lo largo de su obra se puede observar un tratamiento de la mujer como un ser que va en búsqueda de su libertad e identidad en un mundo a veces carente de sentido, a veces solitario, o dominado por fuerzas extrañas, como bien lo demuestra su novela corta por la que ganó el premio Akutagawa, "Hebi wo fumu" (Pisar la serpiente), donde la joven protagonista se encuentra de repente un día a una serpiente en su casa que a veces se transforma en una mujer que dice ser su madre. A través del realismo mágico, Kawakami ilustra la lucha entre la protagonista, que busca mantener su independencia, y la presión de la figura de la serpiente que dice ser su madre.

## Obras
Desde 1994, Kawakami ha publicado de forma constante. Cuenta con más de treinta libros, entre los cuales se incluyen novelas, cuentos, ensayos, entrevistas y columnas. 

### Novelas
- Hebi wo fumu (蛇を踏む) (1996)
- Oboreru (溺れる) (2000)
- Sensei no kaban (センセイの鞄) (2001) (trad. al español como El cielo es azul, la tierra blanca)
- Parēdo (パレード) (2002)
- Ryūgū (龍宮) (2002)
- Hikari tte mieru mono, are wa (光ってみえるもの、あれは) (2003) (trad. al español como Algo que brilla como el mar)
- Nishino Yukihiko no koi to bōken (ニシノユキヒコの恋と冒険) (2003) (trad. al español como Los amores de Nishino)
- Furudōgu Nakano shōten (古道具 中野商店) (2005) (trad. al español como El señor Nakano y las mujeres)
- Manazuru (真鶴) (2006) (trad. al español como Manazuru)
- Yoru no kōen (夜の公園) (2006) (trad. al español como Vidas frágiles, noches oscuras)
- Pasutamashīn no yūrei (パスタマシーンの幽霊) (2010)
- Suisei (水声) (2014) (trad. al español como De pronto oigo la voz del agua)
- Ōkina tori ni sarawarenai yō (大きな鳥にさらわれないよう) (2016)
- Mitabime no koi (三度目の恋) (2020) (trad. al español como El tercer amor)
- Koi wa hakanai, aruiwa, pūru no soko no sutēki (恋ははかない、あるいは、プールの底のステーキ) (2023)

### Cuentos
- Kamisama (神様) (1998)
- Nireru (溺レる) (1999) (trad. al español como Abandonarse a la pasión)
- Zarazara (ざらざら) (2006) (trad. al español como Amores imperfectos)
- Kono atari no hitotachi (このあたりの人たち) (2016)

### Poesía
- Kigen no ī inu (機嫌のいい犬) (2010)

## Traducciones al español
La obra de Kawakami ha sido ampliamente traducida al español. A continuación una lista completa de las ediciones disponibles de su obra:
- El cielo es azul, la tierra blanca: Una historia de amor (Acantilado, 2009; Alfaguara, 2017; Debolsillo, 2018) (Traducción del japonés por Marina Bornas Montaña)
- Algo que brilla como el mar (Acantilado, 2010; Debolsillo, 2017) (Traducción del japonés por Marina Bornas Montaña)
- Abandonarse a la pasión: Ocho relatos de amor y desamor (Acantilado, 2011; Debolsillo, 2017) (Traducción del japonés por Marina Bornas Montaña)
- El señor Nakano y las mujeres (Acantilado, 2012; Debolsillo, 2018) (Traducción del japonés por Marina Bornas Montaña)
- Manazuru: Una historia de amor (Acantilado, 2013) (Traducción del japonés por Marina Bornas Montaña)
- Vidas frágiles noches oscuras (Acantilado, 2015) (Traducción del japonés por Marina Bornas Montaña)
- Amores imperfectos (Acantilado, 2016) (Traducción del japonés por Marina Bornas Montaña)
- Los amores de Nishino (Alfaguara, 2017; Debolsillo, 2018) (Traducción del japonés por Gabriel Álvarez Martinez)
- De pronto oigo la voz del agua (Alfaguara, 2021; Debolsillo, 2025) (Traducción del japonés por Yoko Ogihara y Fernando Cordobés)
- El tercer amor (Alfaguara, 2025) (Traducción del japonés por Yoko Ogihara y Fernando Cordobés)

## Traducciones a otros idiomas

### Al inglés
- "Kamisama" in Read Real Japanese Fiction (2008) trans. Michael Emmerich, Kodansha
- Manazuru (2010) trans. Michael Emmerich, Counterpoint.
- Strange Weather in Tokyo / Briefcase (Sensei no kaban) (2012) trans. Allison Markin Powell, Counterpoint,
- The Nakano Thrift Shop (Furudōgu Nakano shōten) (2016) trans. Allison Markin Powell, Europa Editions
- Record of a Night Too Brief (Hebi wo fumu) (2017) trans. Lucy North, Pushkin Press
- The Ten Loves of Nishino (Nishino Yukihiko no koi to bōken) (2019) trans. Allison Markin Powell, Europa Editions
- Parade: A Folktale (Parēdo) (2019) trans. Allison Markin Powell, Soft Skull Press
- People From My Neighborhood (Kono atari no hitotachi) (2021) trans. Ted Goossen, Soft Skull Press
- Dragon Palace (Ryūgū) (2023) trans. Ted Goossen, Stone Bride Press
- Under the Eye of the Big Bird (Ōkina tori ni sarawarenai yō) (2024) trans. Asa Yoneda, Soft Skull Press
- The Third Love (Sandome no koi) (2024) trans. Ted Goossen, Granta Books

### Al francés
- Cette lumière qui vient de la mer, (2005).
- La Brocante Nakano, (2007).
- Les Année douces, (2010).
- Le temps qui va, le temps qui vient, (2011).

### Al alemán
- Am Meer ist es wärmer: eine Liebesgeschichte, (2006).
- Der Himmel ist blau, die Erde ist weiß: eine Liebesgeschichte, (2008).
- Herr Nakano und die Frauen: Roman, (2009).
- Bis nächstes Jahr im Frühling: Roman, (2013).

### Al italiano
- Gli anni dolci, (2001).

## Premios y honores
- 1994 - Premio Pascal de Cuento para Nuevos Escritores por Kamisama (cuento).
- 1996 - Premio Akutagawa por Hebi wo fumu.
- 1998 - Premio Murasaki Shikibu por Kamisama (volumen de cuentos).
- 2000 - Premio Itō Sei por Oboreru.
- 2000 - Premio de Mujeres Escritoras por Oboreru.
- 2001 - Premio Tanizaki por Sensei no kaban.
- 2007 - Premio del MEXT al Fomento del Arte por Manazuru.
- 2007 - Premio de Diseño de Libros Kodansha a Akiko Okubo por la edición de Manzuru.
- 2012 - Premio Man Asian de Literatura (finalista) por The Briefcase (traducción al inglés de Sensei no kaban.
- 2014 - Premio Independent de Ficción Extranjera (finalista) por Strange Weather in Tokyo (traducción al inglés de Sensei no kaban por Allison Markin Powell).
- 2014 - Premio Yomiuri de Ficción por Suisei.
- 2016 - Premio Izumi Kyōka por Ōkina tori ni sarawarenai yō.
- 2019 - Medalla de Honor con listón púrpura otorgada por el Emperador de Japón.
- 2023 - Premio Noma por Koi wa hakanai, aruiwa, pūru no soko no sutēki.